# Лукавець
Лу́кавець — село в Україні, у Золочівському районі Львівської області. Відстань до колишнього райцентру становить 42 км, що проходить автошляхом місцевого значення. Відстань до найближчої залізничної станції Броди становить 42 км.
Села Лукавець, Звижень, Батьків, Межигори раніше були підпорядковані Батьківській сільській раді. Населення становить 198 осіб.

## Назва
Через наявність колись великих луків, ймовірно й походить назва села — Лукавець.

## Географія
У географічному словнику Королівства Польського та інших слов'янських теренів подається інформація, що Лукавець — село у Бродському повіті, що знаходиться південніше Бродів та на північний захід від окружного суду у Залізцях.
Навколишні землі добре пристосовані для ведення сільського господарства, незважаючи на піщаний ґрунт. У 1970-х роках було проведено осушування великих територій лук довкола річки В'ятина, яка протікає у безпосередній близькості до села. Нині на місці висушених лук є великі території, які використовуються для випасання худоби.
З північної сторони село оточене великим лісовим масивом, який простягається на десятки кілометрів. Види дерев у лісах — сосна, ялиця, дуб, береза, осика, липа. У лісах багато зайців, козуль, лисиць, зустрічаються кабани. В літку ліси багаті на суницю, малину, ожину, гриби. В період цвітіння медоносної липи у цей район з'їжджаються на медозбір пасічники з різних районів Львівщини та сусідньої Тернопільщини. Також ліси багаті на рідкісні види тварин — борсуки, ондатри, мідянки, білі та сірі чаплі, гуска сіра.

## Історія
В селі Луковець в урочищі «Під Ставками» під час розкопок виявлено поселення висоцької культури.
В 1880р в селі проживали 393 особи ,87 осіб проивали на панському дворі.
15 червня 1934 року село передане до Бродського повіту зі Зборівського. 1935р в селі проживало 670 осіб 
У той час село було набагато більшим, ніж тепер. Було краще розвинене пасічництво. В селі мешкало дві, як на той час, заможні польські родини Вудрецьких та Шафіровичів. У їхній власності були великі лісові угіддя, стави у лісі та величезні пасовиська. 1939 року в село прийшла радянська влада, їх «розкуркулили» — вивезли до Сибіру. В одній з панських хат відкрили початкову школу, а решта будівель просто занепали, вапнякові камені пішли на будову ферми та конюшні. 
У 1941 році село було окуповане німецькими військами. Восени того ж року окупаційною владою був утворений табір примусової праці для євреїв у Сасові, де утримувалося близько 250 євреїв із Сасова та навколишніх сіл, у тому числі і з Лукавця. У липні 1943 року табір був ліквідований, а всі в’язні розстріляні.

## Транспортне сполучення
З'єднане автошляхами з такими селами: Кругів, Батьків, Пеняки, Верхобуж.
Доїхати до Лукавця можна рейсовими автобусами сполученням Золочів — Батьків, Броди — Лукавець, Тернопіль — Лукавець.
Власним транспортом можна доїхати за таким маршрутом: Золочів — Єлиховичі — Сасів — Колтів — Кругів — Лукавець.

## Пам'ятки
Церква Покрова Пресвятої Богородиці з дзвіницею 

Пам'ятки архітектури національного значення № 1338/1, 1338/2.

У північній частині села, при дорозі, біля цвинтаря знаходиться старовинна дерев'яна церква Покрова Пресвятої Богородиці, що була збудована у 1740 році на місці більш давнішої. Будівля тризрубна, одноверха з соснового дерева на дубових підвалинах. Відновлена у 1879 році. Стіни надопасання покриті бляхою у 1979 році. Церква була дочірньою до парафіяльної церкви Апостола і Євангеліста Іоана Богослова в сусідньому селі Батьків. На захід від церкви знаходиться дерев`яна двоярусна дзвіниця з чотирма дзвонами, накрита наметовим дахом. Нині церква знаходиться у користуванні громад УГКЦ та ПЦУ. За переказами старших людей у ній молився Богдан Хмельницький, який проїжджав через село у 1600-х роках.